# Psalidodon puka
Psalidodon puka es una especie de pez de la familia Characidae en el orden de los Characiformes.

## Hábitat
Vive en zonas de clima subtropical.

## Distribución geográfica
Se encuentran en Sudamérica: río Salí (noroeste de la Argentina ).